# Leiobunum globosum
Leiobunum globosum is een hooiwagen uit de familie Sclerosomatidae.